# Lampropelma
Lampropelma (лат.) — род пауков из семейства пауков-птицеедов (Theraphosidae), обитающих в Индонезии, Малайзии и Сингапуре.

## Классификация
По данным Всемирного каталога пауков, на май 2017 года в род входят следующие виды:
- Lampropelma nigerrimum Simon, 1892 — древесный птицеед, обитающий на острове Сангир в Индонезии
  - Lampropelma nigerrimum arboricola Schmidt & Barensteiner, 2015 — норный подвид Lampropelma nigerrimum, происходящий из острова Калимантан в Индонезии
- Lampropelma violaceopes Abraham, 1924, родина - Малайзия, Сингапур